# Elsbeth Gysi
Elsbeth Gysi (* 6. März 1923 in Bern; † 17. Februar 1997 ebenda), von Lupfig, war eine Schweizer Grafikerin, Illustratorin, Zeichnerin, Malerin und Glasmalerin.

## Leben
Elsbeth Gysi wurde als Tochter von Ernst Gysi und Bertha Gysi-Kleiner in Bern geboren. Ihr Bruder Theo Gysi war drei Jahre älter und ihre Schwester Ruth Morgenthaler-Gysi drei Jahre jünger. Ab Ende der 1920er Jahre wohnte die Familie Gysi in Köniz. Elsbeth besuchte die Primar- und Sekundarschule in Köniz und anschliessend die Töchterhandelsschule Bern (THB), wo sie lustlos «neben einer soliden Berufsausbildung auch eine gute Allgemeinbildung» erhielt. Es folgte das für Mädchen obligate Welschlandjahr bei einer Offiziersfamilie in Genf. Zurück in Bern, trat sie eine Stelle als Büroangestellte bei der Lithographieanstalt Steiger an. Einer weiteren Ausbildung im Kindergärtnerinnenseminar der Neuen Mädchenschule Monbijou folgten verschiedene Praktika in Kindergärten und ‑krippen. Mit 26 Jahren fand sie zu ihrer eigentlichen Berufung als Künstlerin, als sie für Nestlé in Vevey an einer Kinderzeitung arbeitete.
1949 belegte sie an der Malschule von Max von Mühlenen Kurse für freie Zeichnung, Portrait und Illustration. Die Zeit mit dem Vorbild von Mühlenen sollte für die Arbeit ihres ganzen weiteren Lebens richtungsweisend sein. Über 20 Jahre war sie in einer Art Lehrzeit und Freundschaft mit ihm verbunden.
In den 1950er Jahren besuchte Elsbeth Gysi gemeinsam mit ihrer Schwester Ruth die Académie de la Grande Chaumière in Paris. Ab 1951 lebte sie in ihrem Elternhaus zusammen mit ihrer Schwester, die 1959 Walter Morgenthaler heiratete. Sie belegte Kurse an der Kunstgewerbeschule in Bern bei G. Keller. Mit ihrer Schwester war sie zeitlebens eng verbunden. Gemeinsam veröffentlichten sie Bücher und nahmen an Ausstellungen teil. Elsbeth Gysi lebte und arbeitete in ihrem Elternhaus in Köniz bis zu ihrem Tod 1997.
Sie war Mitglied von GSBK und GSMBA.

## Werk
Nachdem Gysi bereits mit ihren Bildern an diversen Ausstellungen Erfolg hatte, gewann sie den 1. Preis mit dem Wandbild Der Briefbote im alten Bern für das PTT-Gebäude in Langnau im Emmental. Sie gewann damit angeblich im betreffenden Jahrzehnt als einzige Frau einen eidgenössisch ausgeschriebenen Wettbewerb, den sie dazu selbst ausführen konnte. Die Sommer 1954 und 1955 verbrachte sie mit Freundinnen bei der Berner Malerin Hanni Pfister (1910–1991) auf Mallorca. Einen weiteren öffentlichen Auftrag, bei dem sie mit dem 1. Preis bedacht war, erhielt sie mit dem Sgraffito Der Apfelschuss an der Offizierskaserne in Bern, was besonders für sie als Frau eine aussergewöhnliche Auszeichnung darstellte. Dieses Werk war später so beschädigt, dass Gysi 1989 eine 2. Fassung des Themas auf vier Metallplatten malte, die in der Form eines übergrossen Kartenspiels an der Wand montiert wurden. Für die Thomaskirche in Liebefeld malte sie 1967 einen Paradiesgarten auf die Holzwand der Jugendstube. Ein weiteres Werk der Kunst am Bau entstand nach ihren Entwürfen 1994–1995 in Eisen durch Max Roth (* 1954) an der Schulanlage Blindenmoos in Schliern. Daneben betätigte sie sich mit Buchillustrationen und Glasmalerei.
Das hinterlassene Werk wird von der Gesellschaft zur Nachlassverwaltung Schweizerischer Bildender Künstlerinnen ArchivArte betreut.

## Auszeichnungen
- 1955: Stipendium der De Harris-Stiftung
- 1958: 1. Eidgenössisches Kunststipendium
- 1958: Louise-Aeschlimann-Stipendium
- 1963: 2. Eidgenössisches Kunststipendium
- 1966: Auszeichnung «Die besten Plakate des Jahres 1966»

Ausserdem gewann Elsbeth Gysi zahlreiche Wettbewerbe für Gestaltungen an öffentlichen Bauten.

## Ausstellungen (Auswahl)
- 1955: «Junge Berner Künstler», Kunsthalle Bern
- 1967: Weihnachtsausstellung bernischer Maler und Bildhauer, Kunsthalle Bern
- 1968: Berner Maler und Bildhauer, Helmhaus Zürich
- 1977: «Hommage à Max von Mühlenen», Kunstsammlung der Stadt Thun, Thunerhof, Thun
- 1984: 10. Berner Kunstausstellung. 75 Jahre GSMBK, Kunsthalle Bern
- 1986: Sektionsausstellung GSMBK Bern, Kunstmuseum Bern
- 1989: «Moderne Schweizer Glasmalerei in Einsiedeln», Arkaden des Klosterplatzes, Einsiedeln
- 1996: Ausstellung GSBK, Sektion Bern, Kunsthaus Grenchen
- 1996: «Format A4, Künstlerinnen der GSBK», Galerie Stadtmühle, Bern